# Le Fils indigne de M. Burns
Le Fils indigne de M. Burns (Burns Baby Burns) est le 4e épisode de la saison 8 de la série télévisée d'animation Les Simpson.

## Synopsis
M. Burns et Waylon Smithers rentrent à Springfield en train mais sont arrêtés par un canapé posé en travers de la voie. Le propriétaire d'une boutique de souvenirs qui a ouvert son magasin pas loin de là en profite pour faire son boniment habituel que tout le monde refuse, quand il voit Burns. Il demande à un contrôleur où va le train. Il apprend sa destination ( Springfield) et fait du stop jusqu'à ce que les Simpson, revenant d'avoir visité une fabrique de cidre le prennent. Ils le déposent alors chez M. Burns. Quand il arrive à la porte, il avoue qu'il est son fils, Larry Burns, né d'une aventure de Burns datant de 1939. Mais Larry se comporte très mal au sein de la bonne société et fait mauvaise impression. Au cours d'un dîner où Homer est présent, Burns, déçu du comportement de son fils, quitte la table. Tout porte à croire qu'il n'aime plus son fils. Pour aider Larry à regagner l'amour de son père, Homer décide de faire croire à son enlèvement. En réalité, Larry vient habiter chez les Simpson, ce qui déplaît à Marge. Elle réussit à convaincre Homer et Larry de cesser leur manège. Commence une longue course-poursuite entre les deux individus et la police. Cette poursuite s'arrête sur le toit d'un cinéma. Larry dévoile tout et Homer apprend à M. Burns qu'il faut aimer ses enfants malgré leurs défauts. Burns admet son erreur, reconnaissant qu'il n'est pas fait pour élever des enfants. Se sentant incapable d'assumer ses responsabilités de père, il en informe Larry qui, compréhensif, décide de retourner parmi les siens.

## Invité
- Rodney Dangerfield est Larry Burns.